# Le jeune sage et le vieux fou
Le jeune sage et le vieux fou ist eine Opéra-comique (Originalbezeichnung: „comédie mêlée de musique“) in einem Akt des französischen Komponisten Étienne-Nicolas Méhul. Das Libretto stammt von François-Benoît Hoffman. Die Uraufführung fand am 28. März 1793 in der Salle Favart der Opéra-Comique in Paris statt.

## Handlung
Cliton ist der sechzehnjährige Sohn des bereits über sechzigjährigen Merval. Während der Sohn sich gerne als gebildet und kultiviert präsentiert, ist der Vater zum Leidwesen des Sohnes ein rechter Wüstling und Freigeist. Cliton versucht nun, seinen Vater zu einer Heirat zu bewegen, und hofft, ihn dadurch bessern zu können. Als Kandidatin für Mervals Ehefrau hat sich Cliton die junge Rose ausgesucht. Gleichzeitig plant Cliton, deren deutlich ältere und prüde wirkende Tante Élise zu heiraten. Aufgrund dieser etwas absurden Situation, die auf dem enormen Altersunterschied der geplanten Eheleute basiert, kommt es zu einigen Verwirrungen. Im Lauf des weiteren Verlaufs stellt sich dann heraus, dass Rose heimlich Cliton liebt und an der Seite des alten Vaters unglücklich wäre. Am Ende kommt es dann mit der Doppelhochzeit zwischen Rose und Cliton einerseits und Élise und Merval andererseits zu einem vernünftigen Happy End.

## Werkgeschichte

Theaterzettel vom 9. Frimaire des 6. Jahres der Französischen Republik (29. November 1797)

Nach der Uraufführung am 28. März 1793 in der Salle Favart der Opéra-Comique in Paris folgten weitere Produktionen in französischer Sprache u. a. in Lüttich 1795, Köln 1796/97 und Brüssel 1799. Am 18. Dezember 1801 zeigte die Opéra-Comique eine überarbeitete Fassung im Théâtre Feydeau. 1805 wurde die Oper in einer schwedischen Übersetzung von Carl Gustaf Nordforss in Stockholm gespielt und 1812 in russischer Sprache in Sankt Petersburg. Eine Wiederbelebung erfuhr sie 1929 in einer englischen Fassung von H. Graham im Londoner Arts Theatre Club.
Die Oper wurde anfangs vom Publikum gut aufgenommen. Manche Kritiker sahen in der Oper eine erste Ausprägung der Frühromantik. Eine Aufführung fand am 7. März 2017 in der Bibliothèque nationale de France statt, die aufgezeichnet und als DVD herausgebracht wurde. Die Ouvertüre der Oper ist auf einer weiteren CD aus dem Jahr 2002 zuhören, auf der das Orchester der Bretagne unter der Leitung von Stefan Sanderling ausschließlich Ouvertüren von Méhul spielt.

## Digitalisate
- Partitur, Paris 1793. Digitalisat auf Gallica
- Libretto (französisch), Paris 1801. Digitalisat bei Google Books